# Łuka (rejon stoliński)
Łuka (biał. Лука; ros. Лука) – wieś na Białorusi, w obwodzie brzeskim, w rejonie stolińskim, w sielsowiecie Glinka.
W pobliżu wsi znajduje się kopalnia torfu Glinka.
W dwudziestoleciu międzywojennym leżała w Polsce, w województwie poleskim, w powiecie stolińskim. Po II wojnie światowej w granicach Związku Sowieckiego. Od 1991 w niepodległej Białorusi.